# Пођо ал Топо (Фиренца)
Пођо ал Топо је насеље у Италији у округу Фиренца, региону Тоскана.
Према процени из 2011. у насељу је живело 93 становника. Насеље се налази на надморској висини од 159 м.